# Santiago Momoxpan
Santiago Momoxpan är en ort i Mexiko.   Den ligger i kommunen San Pedro Cholula och delstaten Puebla, i den sydöstra delen av landet, 100 km öster om huvudstaden Mexico City. Santiago Momoxpan ligger 2 142 meter över havet och antalet invånare är 17 622.
Terrängen runt Santiago Momoxpan är en högslätt. Runt Santiago Momoxpan är det mycket tätbefolkat, med 1 573 invånare per kvadratkilometer. Närmaste större samhälle är Puebla de Zaragoza, 7,7 km sydost om Santiago Momoxpan. Omgivningarna runt Santiago Momoxpan är en mosaik av jordbruksmark och naturlig växtlighet.